# 페티 왑
페티 왑(Fetty Wap, 1990년 6월 7일 ~ )은 미국의 래퍼, 가수이다. 대표곡은 "Trap Queen"이다.